# Reclam-Verlag
Pour les articles homonymes, voir Verlag.

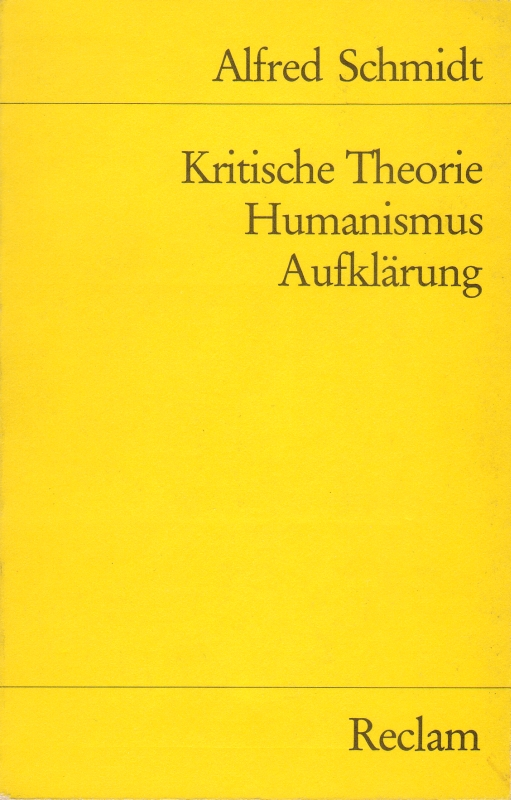
La couverture jaune typique de la collection Universal-Bibliothek de Reclam, Stuttgart 1981.

Reclam-Verlag est une maison d'édition allemande fondée en 1828 par Anton Philipp Reclam (1807–1896) à Leipzig. 

## Histoire
En 1902, sa collection appelée Universal-Bibliothek compte déjà plus de 4 000 titres : fondée en 1867, cette collection décline de petit format, au départ essentiellement des réimpressions de classiques vendus 2 silbergroschen (environ 30 centimes), et font partie des premiers livres au format poche.
En 1912, elle fut l'une des premières maisons à vendre des livres via des machines à sous.
Après la Seconde Guerre mondiale, quand Leipzig se retrouva en zone d'occupation soviétique, Reclam-Verlag ouvrit une filiale à Stuttgart. Celle-ci s'est spécialisée dans les éditions scolaires et universitaires. 
L'artiste Alfred Finsterer (1908-1996) y a dessiné plusieurs milliers de couvertures de livre.
Reclam a développé un code couleur pour les couvertures de la collection Universal-Bibliothek : 
- jaune pour la littérature allemande et gréco-latine,
- rouge pour la littérature étrangère,
- orange pour les éditions bilingue allemand,
- bleu pour les textes commentés,
- vert pour les textes fondamentaux,
- magenta pour les essais.

Aujourd'hui (2015), la maison d'édition produit d'autres format que le seul format de poche.